# حادثه در نشابور
«حادثه در نشابور» (به انگلیسی: Incident at Neshabur) قطعه‌ای بی‌کلام از گروه موسیقی سانتاناست که سال ۱۹۷۰ در آلبوم ابراکساس منتشر شد. این قطعه که توسط پیانیست گروه، آلبرتو جیانکوئینتو و کارلوس سانتانا نوشته شده، پر است از تغییر ریتم و کسر میزان که با حال‌وهوای جازمانند اثر هماهنگ است.

## منشأ، ترکیب و معنی
همان‌طور که کارلوس سانتانا اظهار داشت، "نیشابور (Neshabur) جایی است که ارتش توسان لوورتیور که انقلابی سیاه پوست بود، ناپلئون را در هائیتی شکست داد؛ بنابراین، این چیزی است که در مورد آن است. من فکر می‌کنم با نوشتن آهنگ‌هایی مانند "حادثه در نیشاپور" و Toussaint L'Overture، ما احساس کردیم که خودمان به نوعی انقلابی هستیم آلبرتو جیانکوئینتو (Alberto Gianquinto)، پیانیست ما در آلبوم ابراکساس، به ما کمک زیادی کرد، تا آن را جمع کنیم. قسمت اول موسیقی از آهنگ Señor Blues از هوراس سیلور است. قسمت آهسته از این دختر عاشق توست (This Girl's In Love With You) از آرتا فرانکلین است".
به نظر می‌رسد هیچ مکانی به نام نشابور در هائیتی یا مرتبط با انقلاب هائیتی وجود ندارد و همچنین هیچ رویدادی وجود ندارد که در آن ارتش فرانسه به رهبری ناپلئون (که هرگز در هائیتی نبود) توسط شورشیان تحت فرمان توسن (که تا آن زمان شکست خورده بود) در یک سلول زندان در فرانسه درگذشت. احتمالاً سانتانا کشتار ۱۸۰۴ هائیتی را که در آن تقریباً کل جمعیت سفیدپوست هائیتی کشته شدند یا با تخریب و متعاقب آن قتل‌عام کل جمعیت نیشاپور (همچنین نشابور) در ایران کنونی توسط مغول‌ها در سال ۱۲۲۱ اشتباه گرفته است.

## انتشارات
و همچنین آلبومِ ابراکساس، این آهنگ در چندین آهنگ‌سازی مانند: Lotus ,Viva Santana بهترین‌های سانتانا جلد 2 (The Best of Santana Vol. ۲)، سانتانا (آلبوم 1971) و Santana and Shorter at Montreux ظاهر می‌شود.
در آلبوم زنده Fillmore: The Last Days که شامل آثاری از ۱۴ گروه مختلف است، سانتانا این آهنگ را به تحسین منتقدان عرضه می‌کند. آل‌موسیک اجرا را به عنوان «نمایش قوی» توصیف می‌کند و علی‌رغم بررسی منفی آلبوم، هوترولین Hooterollin' Around می‌نویسد که فقط سانتانا واقعاً با حادثه در نیشابور و نسخه منحصر به فرد از مایلز دیویس با In a Silent Way برجسته‌اند.
این اجرا در فیلم مستند موسیقی Fillmore در ۱۴ ژوئن ۱۹۷۲ منتشر شده است.